# Papa Was a Rollin' Stone
Ne doit pas être confondu avec Papa Was Not a Rolling Stone (film).
Pour les articles homonymes, voir Rolling, Rolling Stones (homonymie) et Stone.
Singles par The Temptations
Mother Nature
(1972) Masterpiece
(1973)
Clip vidéo
[vidéo] « The Temptations - Papa Was A Rolling Stone (1972) », sur YouTube
[vidéo] « The Undisputed Truth - Papa was a rollin' stone (1972) », sur YouTube
Papa Was a Rollin' Stone (Papa était un vagabond en français) est une chanson soul psychédélique-funk-Motown, composée par Norman Whitfield et écrite par Barrett Strong. Elle est initialement enregistrée par le groupe The Undisputed Truth pour leur album Law of the Land (album) (en) en 1972. Cette version est suivie la même année d'une reprise par The Temptations pour leur album All Directions (1972), également sous la houlette de Norman Whitfield qui est le producteur des deux groupes. Papa Was a Rollin' Stone est l'un des plus importants succès internationaux de la carrière des Temptations : 1re place du Billboard Hot 100 américain, Grammy Hall of Fame Award, et 168e des 500 plus grandes chansons de tous les temps selon le magazine Rolling Stone.

## Histoire
Quelques semaines après le premier enregistrement du groupe The Undisputed Truth (63e des charts Pop et 24e des charts R&B) Norman Whitfield enregistre une seconde adaptation plus étoffée de la chanson avec le groupe The Temptations, dont il est également producteur.

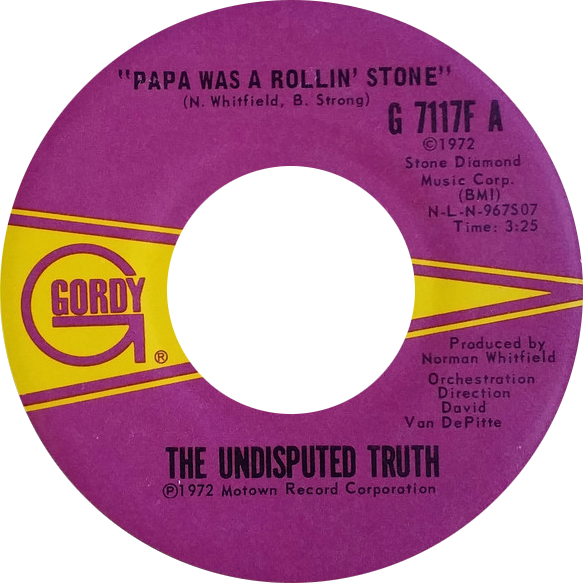
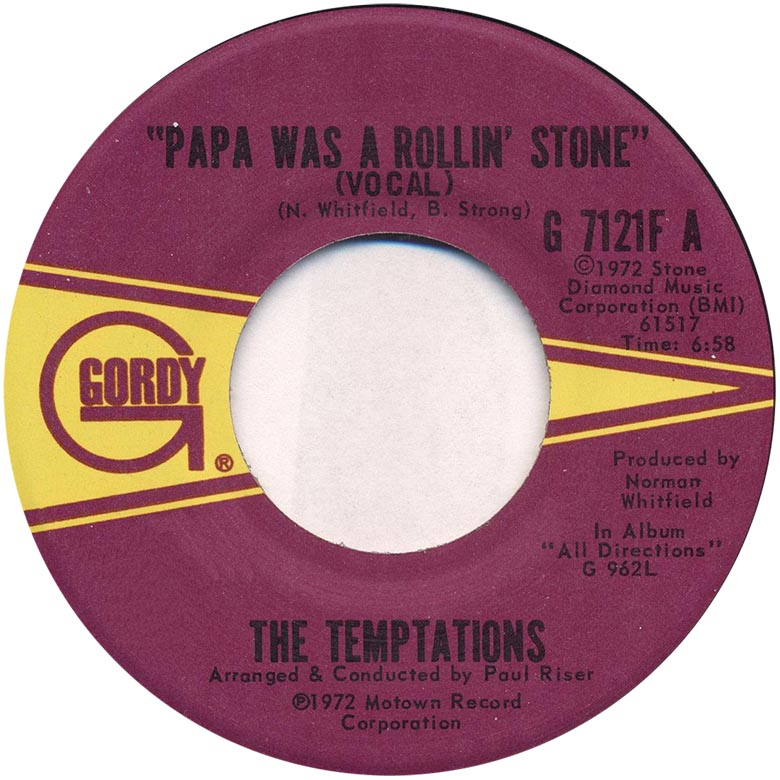

L’enregistrement de ce tube international de The Temptations est, comme celui de The Undisputed Truth, réalisé au studio Motown-Hitsville U.S.A. de Détroit dans le Michigan, avec une instrumentation Funk des The Funk Brothers (musiciens studio Motown) avec ligne de guitare basse, tintement de cymbale de batterie, violons, cocotte de guitare funk, trompette, glissando de harpe, clappements de mains, et la voix soul de Dennis Edwards « Papa était un vagabond... »,,. La chanson de The Temptations, tout en restant dans le même style, est très différente de celle chantée par The Undisputed Truth. La version qui figure sur l'album All Directions est notamment d'une durée bien plus longue (douze minutes contre trois minutes trente) et comprend de longues sections instrumentales, dont l'introduction qui s'étire sur près de quatre minutes avant l'arrivée des premières paroles. La version single est cinq minutes plus courte, elle met en valeur les couplets et refrains chantés du morceau en face A du 45 tours (vocal), tandis qu'en face B, (instrumental), figure une version essentiellement instrumentale.

## Version des Temptations
- Chant solo : Dennis Edwards, Melvin Franklin, Richard Street et Damon Harris
- Chœurs par Dennis Edwards, Melvin Franklin, Richard Street, Damon Harris et Otis Williams
- Arrangé et dirigé : Paul Riser
- Instrumentation par les Funk Brothers (musiciens spécifiques listés ci-dessous) et le Detroit Symphony Orchestra
- Guitare Wah Wah : Melvin "Wah Wah Watson" Ragin
- Guitare rythmique : Paul Warren
- Basse : Bob Babbitt ou Leroy Taylor
- Piano électrique Fender Rhodes : Earl Van Dyke
- Orgue : Johnny Griffith
- Trompette : Maurice Davis
- Batterie : Aaron Smith

## Classement
- 1972 : N°1 du Billboard Hot 100 aux États-Unis
- 1973 : 3 Grammy Award, meilleure performance vocale R&B par un groupe, meilleur instrument R&B de la version instrumentale, et meilleur composition de chanson R&B.
- 1999 : Grammy Hall of Fame Award
- 2003 : 168e plus grande chanson de tous les temps par le magazine Rolling Stone

## Reprises
Ce tube est repris par de nombreux interprètes, dont Phil Collins sur son album d'hommage à la Motown, Going Back de 2010 :
Autres reprises :
- 1972 : Jay Berliner (instrumental)
- 1973 :
  - The Pioneers
  - George Saxon
  - Sidney, George & Jackie
  - The Hiltonaires
  - Roy Ayers Ubiquity
  - Springbok
  - Fausto Papetti (instrumental)
  - Gene Ammons (instrumental)
- 1975 : The Philly Soul Corporation
- 1976 : The Slickers
- 1981 : Stars on 45
- 1982 : Wolf[10],[11],[12]
- 1983 : Precious Wilson
- 1988 : David Lindley & El Rayo-X
- 1990 :
  - Montezuma's Revenge
  - Was (Not Was)
- 1992 : The Lovemongers
- 1993 :
  - Grace Knight
  - George Michael
- 1994 :
  - Run C&W
  - A la carte Brass & Percussion
  - Marius Müller's Funhouse
- 1996 :
  - Unique II
  - Isaac Hayes & Soul II Soul
- 1997 : Jay-Ray & Gee (a cappella)
- 1998 : 4 the Cause
- 1999 :
  - The BB Band
  - Paul Bollenback (instrumental)
  - Regina Carter (instrumental)
- 2000 :
  - Third World
  - Michael Wolff (instrumental)
- 2001 : Ray Brown, John Clayton, Christian McBride (instrumental)
- 2003 :
  - Lisa Fischer & Chris Botti
  - Carl Dixon
  - Leningrad Cowboys
  - Dynamo's Rhythm Aces
- 2005 : Lee Ritenour
- 2006 :
  - Peter Cox
  - Gilbert Montagné
  - Dacapella (a cappella)
- 2008 : 
  - Russell Watson
  - Rare Earth
- 2009 : Living Colour
- 2010 :
  - Craig David
  - Big Mama
  - Phil Collins : Going Back
  - Melodores (a cappella)
- 2011 :
  - Soul Kitchen-Band feat. John Davis
  - "Papa" John DeFrancesco (instrumental)
  - Robin Morris (instrumental)
- 2012 : Anja Dalhuisen
- 2013 :
  - Rockapella (a cappella)
  - Cæcilie Norby
- 2014 :
  - Keith Hanley
  - Jesuton (en concert)
  - Geoffrey Castle
- 2015 :
  - Ugly Kid Joe
  - Marcus Miller (instrumental)
- 2017 : The Cutkelvins
- 2019 :
  - Original Broadway Cast of Ain't Too Proud
  - Planet Patrol
  - Garou
  - Dave Stryker (instrumental)
- 2024 :Slash ft Demi Lovato

## Au cinéma
- 2005 : Quatre Frères (Four Brothers) de John Singleton
- 2014 : Papa was not a rolling stone, de Sylvie Ohayon, adapté de son propre roman de 2011, qui prend à contre-pied celui de la chanson.
- 2016 : The Nice Guys, de Shane Black